# Distrito de Morcolla
El Distrito de Morcolla es uno de los once distritos que conforman la Provincia de Sucre, ubicada en el Departamento de Ayacucho, (Perú).

## Historia
El distrito fue creado mediante Ley No.12682 del 21 de diciembre de 1956 en el gobierno del presidente Manuel Prado Ugarteche. Su capital es el centro poblado de Morcolla. Originariamente formó parte de la Provincia de Lucanas, hasta la creación de la Provincia de Sucre del cual forma parte actualmente.

## División administrativa

### Centros poblados
- Urbanos
  - Morcolla, con 511 hab.
  - Tintay, con 551 hab.
- Rurales

### Anexos
Entre los anexos tenemos: Tintay,Pincocalla, Ccantoni y Ccocha.

### Caseríos
Matecclla, Cucho-Cucho, Llacchuni, Checc-choy, Minascha, Asnacc-ccocha, Huaco, etc., según el Decretro Ley N° 12682 del 21/12/1956.

## Autoridades

### Alcalde
- 2019 - 2022[2]
  - Alcalde: Roly Cárdenas Pomahuallca, de Musuq Ñan.
  - Regidores:

  1. Hilarión Pariona Cayhualla (Musuq Ñan)
  2. César Carlos Condori Huataquispe (Musuq Ñan)
  3. Santos Olarte Chipana (Musuq Ñan)
  4. Paulina Sofía Cotaquispe Goyo (Musuq Ñan)
  5. Constancia Yolanda Santaria Gutiérrez (Alianza para el Progreso)

### Alcaldes Anteriores
- 1996 - 1998: Narcizo Huaman Arotinco. (Partido L.I. Nro 7 Desarrollo sucre)
- 1999 - 2002: Honorato Juan Rimache Arone. (Vamos sucre)
- 2003 - 2006: Abilio Huaman Mendoza. (Partido Democrático Somos Perú)
- 2007 - 2010: Suriano Pillihuaman Rojas. (Movimiento Indipendiente Innovación Regional)
- 2011 - 2014: Roly Cardenas Pumahuallca. (Movimiento Regional Qatun Tarpuy)
- 2015 - 2018: Basilio Ñahui Puchuri. ( Movimiento Regional Alianza Renace Ayacucho)

## Festividades
- Julio - San Yarcca o fiesta de la sequía. Alusivo a la limpieza de los canales de regadíos, para la siembra. Se celebra conjuntamente con las Fiestas Patrias, donde se demuestra fidelidad a la bandera e identificación con los valores patrios.
- 4 de octubre: San Francisco de Asís, Patrón del Pueblo de Morcolla.

Es una fiesta alusiva a la siembra, donde se escenifica el arado y el harawi.
- Diciembre -  Virgen Inmaculada  Concepción, es una fiesta religiosa donde los

devotos hacen muestra de fe religiosa. Se presentan huaylías...